# Helsinki-Napoli – All Night Long
Helsinki-Napoli – All Night Long  ist ein Spielfilm des finnischen Regisseurs Mika Kaurismäki aus dem Jahr 1987. In der Thrillerkomödie spielen u. a. Kari Väänänen, Roberta Manfredi und Jean-Pierre Castaldi. Entgegen dem Titel spielt der Film komplett in Berlin; nur die Hauptfiguren stammen aus Finnland bzw. Italien. Der Film gewann 1988 einen Jussi für den besten Filmproduzenten.

## Handlung
Ein französisches Gangsterduo soll Rauschgift liefern, erschießt aber vermeintlich den Gangsterboss und türmt mit Rauschgift und Geld. Der Russe Igor, der in die Prostituierte Mara verliebt ist und als Schrotthändler und
Hehler arbeitet, lässt im Beisein von Alex und Lilli sein Hausboot zu Wasser, welches mit Russki Champansky gefeiert wird. Lilli will Igor dabei ihre defekte Kamera verkaufen. Derweil kümmert sich der italienische Opa von
Lilli um seine weiteren beiden Zwillingsenkel, die Kinder von Stella, die jetzt mit dem Taxifahrer Alex verheiratet ist. Sie arbeitet zusammen mit einer Kollegin in der Taxi-Zentrale. Auf seiner nächtlichen Fahrt durch Berlin besucht Alex einen Freund an der Tankstelle und bringt Diebesgut unter die russischen Fernfahrer.
In der Kneipe „Prix d'Ami“ engagieren die Gangster Alex als Fahrer für die Nacht („all night long“) und bezahlen vorab mit einem seltenen 500 DM-Schein. Als die betrogenen Gangster vorbeifahren, versteckt sich einer der Gangster im Taxi; anschließend fahren sie durch Berlin und sammeln den Opa samt Enkeln in einer neapolitanischen Pizzeria auf, die der Opa aufsucht, da bei Stella und Alex kein Alkohol in der Wohnung ist. Alex bringt jetzt die Gangster zum „Prix D'Ami“, wo später auch die betrogenen Gangster auftauchen und es zur Schießerei und anschließenden Verfolgungsjagd kommt. Alex kann die betrogenen Gangster abhängen; allerdings findet er die beiden französischen Gangster tot auf den Rücksitzen, zusammen mit dem Koffer Bargeld. Das Loswerden der Leichen schlägt dann mehrmals fehl; zu guter Letzt türmt ein Betrunkener mit dem Taxi samt der Leichen, den Alex aber wieder stellen kann.
Schlussendlich fährt Alex mit den Leichen zum Hausboot von Igor, den er zwischendurch vergeblich zu erreichen versucht hat; Igor wurde aber inzwischen von den Gangstern aufgesucht. Hier verwickelt Alex die Gangster wieder in eine wilde Verfolgungsjagd auf dem
Schrottplatzgelände am Hafen. Alex stellt den Gangstern mithilfe Igors eine Falle und so entkommen sie. Jetzt schmieden Igor und Alex Pläne, was mit dem Geld im Koffer zu tun sei. Die Leichen der Gangster entsorgen Igor und Alex im Kühlhaus der neapolitanischen Pizzeria. In der Taxizentrale überrascht er Stella mit dem Koffer voller Geld und einem Strauß Rosen – und fragt sie „Willst Du nach Helsinki oder Napoli“ – während Igor Mara aufsuchen will und dabei von den anderen Gangstern gekidnappt wird; wie anschließend auch Lilli und die Zwillinge.
Von Stella beeinflusst, versucht Alex sich vom Geld zu trennen, was aber nicht gelingt. Unterdessen ist der Opa mit den Neapolitanern in Alex' Taxi unterwegs, um die Leichen auf einem Hochhausdach einzuzementieren: Der Betonmischer sowie die Leichen werden im Paternoster nach oben gefahren. Alex erreicht derweil mit dem Koffer voller Geld und einem Sattelschlepper, den er zwei Russen abgekauft hat, seine verwaiste Wohnung. Da ihm jetzt klar ist, dass die Kinder gekidnappt sind und nur gegen Lösegeld freikommen, sucht er wutentbrannt seinen Freund an der Tankstelle auf und leiht sich sein Gewehr. Im 'Prix D'Ami' fliegt er trotz Gewehr hochkant wieder raus, wird von Lilli, die den Gangstern entkommen konnte, und Mara auf der Straße aufgelesen, während Stella apathisch in ihrer leeren Wohnung raucht; beim Verlassen der Wohnung befreit sie Igor aus dem Pkw vor ihrem Haus. Mara. Alex und Lilli fahren derweil im Lkw durch die Stadt und finden das Haus, in dem sie die Gangster gefangen gehalten haben.
Knapp verpassen sie die Gangster, die sich mit den Zwillingen auf den Weg machen. Da kommt Alex eine Idee, die Gangster in ihrem grünen Granada Kombi in Berlin aufzuspüren und zur Wohnung zu bringen, wo Igor und Stella verzweifelt warten. Der Boss der Gangster schlägt einen Tausch vor: Geld und Leichen gegen die Zwillinge, am Kanal. Der Tausch geht zwar über die Bühne, doch endet unsanft für die Gangster. Mara und Igor, Stella und Alex mit den Zwillingen, Opa und Lilli machen sich mit Igors Hausboot aus dem Staub.

## Kritiken
Laut Filmdienst handelt es sich um einen „Kriminalfilm mit märchenhaften Akzenten über die Träume und Sehnsüchte von Ausländern in der Fremde und ihre Solidaritätsgefühle.“ Allerdings sei der Film „[v]erworren und uneinheitlich inszeniert und mehr interessiert an einigen cineastischen Gags“ und „verliert […] sein an sich reizvolles Thema schnell aus den Augen.“
Cinema und TV Spielfilm meinen lapidar: „kauziges Roadmovie“ und „Action-Ulk aus dem nächtlichen Berlin“.
kino.de schreibt: „Aufwendiges Road-Movie mit ‚film noir‘-Elementen zwischen Komödie und Action angelegt.“